# Llista de topònims de Vilanant
Llista de topònims (noms propis de lloc) del municipi de Vilanant, a l'Alt Empordà
Informació actualitzada per un bot. Els canvis manuals es perdran quan s'actualitzi!

## barraca de vinya
| imatge | Nom                                             | Ubicat a | instància de     | Detalls                     | coordenades | Protecció                   | Commons (més fotos) | Dades a WD                    |
| ------ | ----------------------------------------------- | -------- | ---------------- | --------------------------- | ----------- | --------------------------- | ------------------- | ----------------------------- |
|        | Barraca de pedra seca a Bellaire 138            | Vilanant | barraca de vinya | Estil: arquitectura popular |             | bé cultural d'interès local |                     | Modifica les dades a Wikidata |
|        | Barraca de pedra seca a Bellaire 143            | Vilanant | barraca de vinya | Estil: arquitectura popular |             | bé cultural d'interès local |                     | Modifica les dades a Wikidata |
|        | Barraca de pedra seca a Bellaire 159            | Vilanant | barraca de vinya | Estil: arquitectura popular |             | bé cultural d'interès local |                     | Modifica les dades a Wikidata |
|        | Barraca de pedra seca a Peces de l'Almar 120    | Vilanant | barraca de vinya | Estil: arquitectura popular |             | bé cultural d'interès local |                     | Modifica les dades a Wikidata |
|        | Barraca de pedra seca a Peces de l'Almar 122    | Vilanant | barraca de vinya | Estil: arquitectura popular |             | bé cultural d'interès local |                     | Modifica les dades a Wikidata |
|        | Barraca de pedra seca a Roca Matllera 136       | Vilanant | barraca de vinya | Estil: arquitectura popular |             | bé cultural d'interès local |                     | Modifica les dades a Wikidata |
|        | Barraca de pedra seca a la Roca Matllera 156    | Vilanant | barraca de vinya | Estil: arquitectura popular |             | bé cultural d'interès local |                     | Modifica les dades a Wikidata |
|        | Barraca de pedra seca a la Roca Matllera 157    | Vilanant | barraca de vinya | Estil: arquitectura popular |             | bé cultural d'interès local |                     | Modifica les dades a Wikidata |
|        | Barraca de pedra seca a la Solana del Rissec 14 | Vilanant | barraca de vinya | Estil: arquitectura popular |             | bé cultural d'interès local |                     | Modifica les dades a Wikidata |
|        | Barraca de pedra seca a les Montiel·les 25      | Vilanant | barraca de vinya | Estil: arquitectura popular |             | bé cultural d'interès local |                     | Modifica les dades a Wikidata |
|        | Barraca de pedra seca a les Placetes 30         | Vilanant | barraca de vinya | Estil: arquitectura popular |             | bé cultural d'interès local |                     | Modifica les dades a Wikidata |
|        | Barraca de pedra seca a les Placetes 32         | Vilanant | barraca de vinya | Estil: arquitectura popular |             | bé cultural d'interès local |                     | Modifica les dades a Wikidata |
|        | Barraca de pedra seca a les Placetes 80         | Vilanant | barraca de vinya | Estil: arquitectura popular |             | bé cultural d'interès local |                     | Modifica les dades a Wikidata |
|        | Barraca de pedra seca al Clot 154               | Vilanant | barraca de vinya | Estil: arquitectura popular |             | bé cultural d'interès local |                     | Modifica les dades a Wikidata |
|        | Barraca de pedra seca de Bellaire 77            | Vilanant | barraca de vinya | Estil: arquitectura popular |             | bé cultural d'interès local |                     | Modifica les dades a Wikidata |
|        | Barraca de pedra seca de Bellaire 78            | Vilanant | barraca de vinya | Estil: arquitectura popular |             | bé cultural d'interès local |                     | Modifica les dades a Wikidata |
|        | Barraca de pedra seca de Bellaire 84            | Vilanant | barraca de vinya | Estil: arquitectura popular |             | bé cultural d'interès local |                     | Modifica les dades a Wikidata |
|        | Barraca de pedra seca de Comaforcada 39         | Vilanant | barraca de vinya | Estil: arquitectura popular |             | bé cultural d'interès local |                     | Modifica les dades a Wikidata |
|        | Barraca de pedra seca de Comaforcada 44         | Vilanant | barraca de vinya | Estil: arquitectura popular |             | bé cultural d'interès local |                     | Modifica les dades a Wikidata |
|        | Barraca de pedra seca de Comaforcada 47         | Vilanant | barraca de vinya | Estil: arquitectura popular |             | bé cultural d'interès local |                     | Modifica les dades a Wikidata |
|        | Barraca de pedra seca de Comaforcada 51         | Vilanant | barraca de vinya | Estil: arquitectura popular |             | bé cultural d'interès local |                     | Modifica les dades a Wikidata |
|        | Barraca de pedra seca de Comaforcada 52         | Vilanant | barraca de vinya | Estil: arquitectura popular |             | bé cultural d'interès local |                     | Modifica les dades a Wikidata |
|        | Barraca de pedra seca de Comaforcada 57         | Vilanant | barraca de vinya | Estil: arquitectura popular |             | bé cultural d'interès local |                     | Modifica les dades a Wikidata |
|        | Barraca de pedra seca de Comaforcada 60         | Vilanant | barraca de vinya | Estil: arquitectura popular |             | bé cultural d'interès local |                     | Modifica les dades a Wikidata |
|        | Barraca de pedra seca de Mas Xibeques 104       | Vilanant | barraca de vinya | Estil: arquitectura popular |             | bé cultural d'interès local |                     | Modifica les dades a Wikidata |
|        | Barraca de pedra seca del Clot 88               | Vilanant | barraca de vinya | Estil: arquitectura popular |             | bé cultural d'interès local |                     | Modifica les dades a Wikidata |
|        | Barraca de pedra seca del Pla de Vinyers 92     | Vilanant | barraca de vinya | Estil: arquitectura popular |             | bé cultural d'interès local |                     | Modifica les dades a Wikidata |
|        | Barraca de pedra seca del Pla de Vinyers 95     | Vilanant | barraca de vinya | Estil: arquitectura popular |             | bé cultural d'interès local |                     | Modifica les dades a Wikidata |
|        | Barraca de pedra seca dels Ovells 96            | Vilanant | barraca de vinya | Estil: arquitectura popular |             | bé cultural d'interès local |                     | Modifica les dades a Wikidata |
|        | Barraca de pedra seca dels Ovells 98            | Vilanant | barraca de vinya | Estil: arquitectura popular |             | bé cultural d'interès local |                     | Modifica les dades a Wikidata |

## casa
| imatge | Nom                  | Ubicat a | instància de | Detalls                     | coordenades                                          | Protecció                                  | Commons (més fotos) | Dades a WD                    |
| ------ | -------------------- | -------- | ------------ | --------------------------- | ---------------------------------------------------- | ------------------------------------------ | ------------------- | ----------------------------- |
|        | Cal Moliner          | Vilanant | casa         | Estil: arquitectura popular | 42° 14′ 40″ N, 2° 53′ 23″ E / 42.244537°N,2.88962°E  | bé integrant del patrimoni cultural català |                     | Modifica les dades a Wikidata |
|        | casa al carrer Lladó | Vilanant | casa         | Estil: arquitectura popular | 42° 15′ 16″ N, 2° 53′ 22″ E / 42.254524°N,2.889348°E | bé integrant del patrimoni cultural català |                     | Modifica les dades a Wikidata |

## casa forta
| imatge | Nom                            | Ubicat a | instància de | Detalls                                  | coordenades | Protecció                                            | Commons (més fotos)            | Dades a WD                    |
| ------ | ------------------------------ | -------- | ------------ | ---------------------------------------- | --- | ---------------------------------------------------- | ------------------------------ | ----------------------------- |
|        | Casal fortificat               | Vilanant | casa forta   | Estil: arquitectura popular 16th century | 42° 15′ 18″ N, 2° 53′ 21″ E / 42.255°N,2.88906°E ca:Carrer de Mossèn Joan Almar, 1, Vilanant 97 msnm                                   | bé d'interès cultural bé cultural d'interès nacional | Casal fortificat (Vilanant)    | Modifica les dades a Wikidata |
|        | Edifici fortificat de Coquells | Vilanant | casa forta   | Estil: arquitectura popular 13rd century | 42° 16′ 27″ N, 2° 52′ 03″ E / 42.274257°N,2.867386°E ca:Veïnat de Coquells, a migdia de l'ermita de Sant Salvador de Coquells 182 msnm | bé d'interès cultural bé cultural d'interès nacional | Edifici fortificat de Coquells | Modifica les dades a Wikidata |

## curs d'aigua
| imatge | Nom    | Ubicat a                                                 | instància de | Detalls                                   | coordenades                                               | Protecció | Commons (més fotos) | Dades a WD                    |
| ------ | ------ | -------------------------------------------------------- | ------------ | ----------------------------------------- | --------------------------------------------------------- | --------- | ------------------- | ----------------------------- |
|        | Manol  | Alt Empordà                                              | curs d'aigua | Desemboca: Muga Llarg: 40km Conca: 150km² | 42° 16′ 29″ N, 3° 01′ 33″ E / 42.2747°N,3.02589°E 48 msnm |           | Manol               | Modifica les dades a Wikidata |
|        | Rissec | Terrades Cistella Llers Vilanant Avinyonet de Puigventós | curs d'aigua | Desemboca: Manol                          | 42° 15′ 35″ N, 2° 54′ 17″ E / 42.25963889°N,2.90477222°E  |           |                     | Modifica les dades a Wikidata |

## entitat singular de població
| imatge | Nom      | Ubicat a | instància de                                                                   | Detalls | coordenades | Protecció | Commons (més fotos) | Dades a WD                    |
| ------ | -------- | -------- | ------------------------------------------------------------------------------ | ------- | --- | --------- | ------------------- | ----------------------------- |
|        | Taravaus | Vilanant | entitat singular de població ens local històric de Catalunya                   | 64 hab  | 42° 14′ 40″ N, 2° 53′ 23″ E / 42.24438889°N,2.88970278°E ca:Desviació que surt de la N-260, al km 43,5 80 msnm |           | Taravaus            | Modifica les dades a Wikidata |
|        | Vilanant | Vilanant | entitat singular de població ens local històric de Catalunya capital municipal | 338 hab | 42° 15′ 17″ N, 2° 53′ 21″ E / 42.25471°N,2.88923°E 84 msnm                                                     |           |                     | Modifica les dades a Wikidata |

## església
| imatge | Nom                       | Ubicat a | instància de | Detalls                                           | coordenades                                                                                        | Protecció                                  | Commons (més fotos)       | Dades a WD                    |
| ------ | ------------------------- | -------- | ------------ | ------------------------------------------------- | -------------------------------------------------------------------------------------------------- | ------------------------------------------ | ------------------------- | ----------------------------- |
|        | Sant Jaume dels Verders   | Vilanant | església     | Estil: arquitectura romànica arquitectura popular | 42° 14′ 51″ N, 2° 51′ 50″ E / 42.2475°N,2.86393°E                                                  | bé integrant del patrimoni cultural català | Sant Jaume dels Verders   | Modifica les dades a Wikidata |
|        | Sant Joan de Coquells     | Vilanant | església     |                                                   | 42° 16′ 36″ N, 2° 52′ 02″ E / 42.2766893243746°N,2.8672291981518°E                                 |                                            |                           | Modifica les dades a Wikidata |
|        | Sant Martí de Taravaus    | Vilanant | església     | Estil: arquitectura romànica                      | 42° 14′ 41″ N, 2° 53′ 24″ E / 42.2447°N,2.88989°E                                                  | bé integrant del patrimoni cultural català | Sant Martí de Taravaus    | Modifica les dades a Wikidata |
|        | Sant Salvador de Coquells | Vilanant | església     | Estil: arquitectura romànica                      | 42° 16′ 28″ N, 2° 52′ 02″ E / 42.2744°N,2.86735°E ca:Camí que surt de la ctra. de Cistella, km 3,5 | bé integrant del patrimoni cultural català | Sant Salvador de Coquells | Modifica les dades a Wikidata |
|        | Santa Maria de Vilanant   | Vilanant | església     | Estil: art romànic a Catalunya                    | 42° 15′ 17″ N, 2° 53′ 21″ E / 42.2548°N,2.88905°E                                                  | bé integrant del patrimoni cultural català | Santa Maria de Vilanant   | Modifica les dades a Wikidata |

## granja
| imatge | Nom                    | Ubicat a | instància de | Detalls | coordenades                                                         | Protecció | Commons (més fotos) | Dades a WD                    |
| ------ | ---------------------- | -------- | ------------ | ------- | ------------------------------------------------------------------- | --------- | ------------------- | ----------------------------- |
|        | Granges d'en Gironella | Vilanant | granja       |         | 42° 15′ 27″ N, 2° 53′ 30″ E / 42.2574056629733°N,2.89171104667986°E |           |                     | Modifica les dades a Wikidata |
|        | Granges d'en Rotllens  | Vilanant | granja       |         | 42° 15′ 27″ N, 2° 53′ 22″ E / 42.2573765747772°N,2.88954095410257°E |           |                     | Modifica les dades a Wikidata |
|        | Granges d'en Xela      | Vilanant | granja       |         | 42° 14′ 51″ N, 2° 52′ 56″ E / 42.2475704005643°N,2.88215162990729°E |           |                     | Modifica les dades a Wikidata |
|        | Granja Font Bona       | Vilanant | granja       |         | 42° 15′ 13″ N, 2° 53′ 07″ E / 42.2536167682658°N,2.88526810303119°E |           |                     | Modifica les dades a Wikidata |
|        | Granja d'en Llobet     | Vilanant | granja       |         | 42° 15′ 22″ N, 2° 52′ 43″ E / 42.2561225190224°N,2.87847442380041°E |           |                     | Modifica les dades a Wikidata |

## masia
| imatge | Nom                     | Ubicat a | instància de     | Detalls                     | coordenades | Protecció                                  | Commons (més fotos) | Dades a WD                    |
| ------ | ----------------------- | -------- | ---------------- | --------------------------- | --- | ------------------------------------------ | ------------------- | ----------------------------- |
|        | Ca l'Alegret            | Vilanant | masia            |                             | 42° 15′ 05″ N, 2° 51′ 39″ E / 42.2513472800105°N,2.86093014618361°E                                               |                                            |                     | Modifica les dades a Wikidata |
|        | Ca l'Almar              | Vilanant | masia            | Estil: arquitectura popular | 42° 15′ 42″ N, 2° 53′ 09″ E / 42.261686°N,2.885953°E ca:Camí que surt de la ctra. de Cistella, km 2               | bé integrant del patrimoni cultural català |                     | Modifica les dades a Wikidata |
|        | Can Claveguera          | Vilanant | masia            |                             | 42° 15′ 37″ N, 2° 52′ 42″ E / 42.2603824451382°N,2.87844199560786°E                                               |                                            |                     | Modifica les dades a Wikidata |
|        | Can Garriga             | Vilanant | masia            |                             | 42° 15′ 42″ N, 2° 53′ 13″ E / 42.2615709911436°N,2.88697536307897°E                                               |                                            |                     | Modifica les dades a Wikidata |
|        | Can Gelart              | Vilanant | masia            |                             | 42° 15′ 11″ N, 2° 53′ 13″ E / 42.2530870009716°N,2.88688140602926°E                                               |                                            |                     | Modifica les dades a Wikidata |
|        | Can Genover             | Vilanant | masia            |                             | 42° 16′ 36″ N, 2° 51′ 38″ E / 42.276611112653°N,2.8606179153322°E                                                 |                                            |                     | Modifica les dades a Wikidata |
|        | Can Genover de Coquells | Vilanant | masia            | Estil: arquitectura popular | 42° 16′ 36″ N, 2° 52′ 01″ E / 42.2766°N,2.86684°E ca:Camí que surt de la ctra. de Cistella, al costat de l'ermita | bé integrant del patrimoni cultural català |                     | Modifica les dades a Wikidata |
|        | Can Guilla              | Vilanant | masia            |                             | 42° 15′ 35″ N, 2° 51′ 36″ E / 42.2596318984934°N,2.85999050928242°E                                               |                                            |                     | Modifica les dades a Wikidata |
|        | Can Llavanera           | Vilanant | masia            |                             | 42° 14′ 39″ N, 2° 53′ 14″ E / 42.2441981937601°N,2.88727304248712°E                                               |                                            |                     | Modifica les dades a Wikidata |
|        | Can Mitgeres            | Vilanant | masia            |                             | 42° 14′ 44″ N, 2° 52′ 55″ E / 42.2456788241185°N,2.88190059982083°E                                               |                                            |                     | Modifica les dades a Wikidata |
|        | Can Nebot               | Vilanant | masia            | Estil: arquitectura popular | 42° 14′ 56″ N, 2° 52′ 32″ E / 42.249026°N,2.875593°E                                                              | bé integrant del patrimoni cultural català |                     | Modifica les dades a Wikidata |
|        | Can Palau               | Vilanant | masia            |                             | 42° 15′ 30″ N, 2° 52′ 32″ E / 42.2584518972492°N,2.87545109878808°E                                               |                                            |                     | Modifica les dades a Wikidata |
|        | Can Prim                | Vilanant | masia            |                             | 42° 14′ 41″ N, 2° 53′ 16″ E / 42.2448380547495°N,2.8876961488751°E                                                |                                            |                     | Modifica les dades a Wikidata |
|        | Can Pujades             | Vilanant | masia            |                             | 42° 16′ 00″ N, 2° 52′ 45″ E / 42.2668°N,2.87922°E ca:Camí que surt de la ctra. de Cistella, km 2,5                | bé integrant del patrimoni cultural català |                     | Modifica les dades a Wikidata |
|        | Can Trascó              | Vilanant | masia            |                             | 42° 14′ 57″ N, 2° 53′ 23″ E / 42.2492079392537°N,2.88959157319809°E                                               |                                            |                     | Modifica les dades a Wikidata |
|        | Mas Arrufat             | Vilanant | masia casa forta | Estil: arquitectura gòtica  | 42° 14′ 45″ N, 2° 53′ 51″ E / 42.2458°N,2.8974°E                                                                  | bé integrant del patrimoni cultural català | Mas Arrufat         | Modifica les dades a Wikidata |
|        | Mas Canela              | Vilanant | masia            |                             | 42° 15′ 05″ N, 2° 53′ 41″ E / 42.25143013075°N,2.8946162202145°E                                                  |                                            |                     | Modifica les dades a Wikidata |
|        | Mas Casals              | Vilanant | masia            |                             | 42° 14′ 42″ N, 2° 52′ 46″ E / 42.2451177612223°N,2.87933191953519°E                                               |                                            |                     | Modifica les dades a Wikidata |
|        | Mas Cuc                 | Vilanant | masia            |                             | 42° 14′ 44″ N, 2° 53′ 54″ E / 42.2456855425486°N,2.89831304618626°E                                               |                                            |                     | Modifica les dades a Wikidata |
|        | Mas Frigola             | Vilanant | masia            | Estil: arquitectura popular | 42° 14′ 38″ N, 2° 53′ 55″ E / 42.244°N,2.89852°E ca:Camí de Taravaus                                              | bé integrant del patrimoni cultural català |                     | Modifica les dades a Wikidata |
|        | Mas Jonquer             | Vilanant | masia            | Estil: arquitectura popular | 42° 15′ 12″ N, 2° 51′ 51″ E / 42.253219°N,2.864244°E                                                              | bé integrant del patrimoni cultural català |                     | Modifica les dades a Wikidata |
|        | Mas Llobet              | Vilanant | masia            |                             | 42° 16′ 27″ N, 2° 52′ 04″ E / 42.2740961384456°N,2.86775609799966°E                                               |                                            |                     | Modifica les dades a Wikidata |
|        | Mas Molar               | Vilanant | masia            |                             | 42° 15′ 37″ N, 2° 51′ 50″ E / 42.2603930348884°N,2.86382009691598°E                                               |                                            |                     | Modifica les dades a Wikidata |
|        | Mas Piferrer            | Vilanant | masia            |                             | 42° 14′ 59″ N, 2° 52′ 57″ E / 42.2497142007138°N,2.88245069530302°E                                               |                                            |                     | Modifica les dades a Wikidata |
|        | Mas Puig                | Vilanant | masia            |                             | 42° 16′ 41″ N, 2° 52′ 10″ E / 42.2779616368932°N,2.86934886510524°E                                               |                                            |                     | Modifica les dades a Wikidata |
|        | Mas Rodeja              | Vilanant | masia            |                             | 42° 15′ 41″ N, 2° 52′ 22″ E / 42.26131477816°N,2.8727759494616°E                                                  |                                            |                     | Modifica les dades a Wikidata |
|        | Mas Sabater             | Vilanant | masia            |                             | 42° 14′ 42″ N, 2° 53′ 30″ E / 42.2451300790771°N,2.89167143545318°E                                               |                                            |                     | Modifica les dades a Wikidata |
|        | Mas Safont              | Vilanant | masia            | Estil: arquitectura popular | 42° 14′ 05″ N, 2° 53′ 00″ E / 42.234853°N,2.883274°E                                                              | bé integrant del patrimoni cultural català |                     | Modifica les dades a Wikidata |
|        | Mas Sastre              | Vilanant | masia            |                             | 42° 15′ 30″ N, 2° 52′ 10″ E / 42.2582650295453°N,2.86938953168932°E                                               |                                            |                     | Modifica les dades a Wikidata |
|        | Mas Tapioles            | Vilanant | masia            |                             | 42° 14′ 24″ N, 2° 52′ 33″ E / 42.2399895497056°N,2.87592374624452°E                                               |                                            |                     | Modifica les dades a Wikidata |
|        | Mas Tarascó             | Vilanant | masia            |                             | 42° 14′ 57″ N, 2° 53′ 23″ E / 42.2491991661139°N,2.88983403118102°E                                               |                                            |                     | Modifica les dades a Wikidata |
|        | Mas Vermell             | Vilanant | masia            |                             | 42° 14′ 34″ N, 2° 51′ 59″ E / 42.2428336929744°N,2.86626992565807°E                                               |                                            |                     | Modifica les dades a Wikidata |
|        | Mas Xibeques            | Vilanant | masia            |                             | 42° 16′ 22″ N, 2° 52′ 32″ E / 42.272744873284°N,2.87550784855841°E                                                |                                            |                     | Modifica les dades a Wikidata |
|        | el Casot                | Vilanant | masia            |                             | 42° 16′ 10″ N, 2° 52′ 22″ E / 42.269420306105°N,2.8727596510253°E                                                 |                                            |                     | Modifica les dades a Wikidata |
|        | la Cloquella            | Vilanant | masia            |                             | 42° 15′ 33″ N, 2° 53′ 44″ E / 42.2590574142981°N,2.89560003177248°E                                               |                                            |                     | Modifica les dades a Wikidata |
|        | la Teulera              | Vilanant | masia            |                             | 42° 14′ 21″ N, 2° 52′ 15″ E / 42.2392092682601°N,2.87072569996085°E                                               |                                            |                     | Modifica les dades a Wikidata |

## nucli de població
| imatge | Nom             | Ubicat a | instància de      | Detalls | coordenades                                                         | Protecció | Commons (més fotos) | Dades a WD                    |
| ------ | --------------- | -------- | ----------------- | ------- | ------------------------------------------------------------------- | --------- | ------------------- | ----------------------------- |
|        | Ca l'Almar      | Vilanant | nucli de població |         | 42° 15′ 43″ N, 2° 53′ 09″ E / 42.261848971216°N,2.88575028637109°E  |           |                     | Modifica les dades a Wikidata |
|        | Coquells        | Vilanant | nucli de població |         | 42° 16′ 29″ N, 2° 52′ 01″ E / 42.2746086230698°N,2.86700315250544°E |           |                     | Modifica les dades a Wikidata |
|        | les Cases Noves | Vilanant | nucli de població |         | 42° 15′ 18″ N, 2° 53′ 45″ E / 42.255033705607°N,2.8958225346252°E   |           |                     | Modifica les dades a Wikidata |

## serra
| imatge | Nom                  | Ubicat a          | instància de | Detalls | coordenades                                                         | Protecció | Commons (més fotos) | Dades a WD                    |
| ------ | -------------------- | ----------------- | ------------ | ------- | ------------------------------------------------------------------- | --------- | ------------------- | ----------------------------- |
|        | serra de Coll de Jou | Cistella Vilanant | serra        |         | 42° 15′ 55″ N, 2° 51′ 47″ E / 42.2652°N,2.86318°E 181.7 msnm        |           |                     | Modifica les dades a Wikidata |
|        | serra de l'Illa      | Cistella Vilanant | serra        |         | 42° 16′ 53″ N, 2° 51′ 46″ E / 42.28136944°N,2.86284167°E 213.6 msnm |           |                     | Modifica les dades a Wikidata |

## Misc
| imatge | Nom                           | Ubicat a | instància de      | Detalls                                                            | coordenades                                                                                           | Protecció                                            | Commons (més fotos)           | Dades a WD                    |
| ------ | ----------------------------- | -------- | ----------------- | ------------------------------------------------------------------ | --- | ---------------------------------------------------- | ----------------------------- | ----------------------------- |
|        | Alzines Bessones de Mas Nebot | Vilanant | arbre singular    | Taxon: alzina (Quercus ilex) Ample: 24.7m Alt: 18m Perímetre: 3.4m | 42° 15′ 02″ N, 2° 52′ 24″ E / 42.25049°N,2.87322°E ca:Camí al Mas Nebot 86 msnm                       | arbre monumental                                     | Alzines Bessones de Mas Nebot | Modifica les dades a Wikidata |
|        | Castell dels Moros            | Vilanant | castell           | Estil: arquitectura popular 13rd century                           | 42° 14′ 55″ N, 2° 51′ 57″ E / 42.2486°N,2.86581°E ca:Carretera de Vilanant a Cistella, a 2 km 95 msnm | bé d'interès cultural bé cultural d'interès nacional | Castell dels Moros (Vilanant) | Modifica les dades a Wikidata |
|        | Molí d'en Nebot               | Vilanant | molí d'aigua      |                                                                    | 42° 14′ 52″ N, 2° 52′ 48″ E / 42.2479013314443°N,2.8799327089313°E                                    |                                                      |                               | Modifica les dades a Wikidata |
|        | Trull del Fuster              | Vilanant | edifici           |                                                                    | 42° 15′ 17″ N, 2° 53′ 18″ E / 42.25459°N,2.88825°E                                                    | bé cultural d'interès local                          |                               | Modifica les dades a Wikidata |
|        | casa consistorial de Vilanant | Vilanant | casa consistorial |                                                                    | 42° 15′ 16″ N, 2° 53′ 25″ E / 42.2544545°N,2.8902935°E                                                |                                                      |                               | Modifica les dades a Wikidata |
|        | creu de terme                 | Vilanant | creu de terme     | Estil: arquitectura popular 19th century                           | 42° 15′ 24″ N, 2° 53′ 09″ E / 42.2566°N,2.88591°E ca:Carretera de Cistella, km 2,1 103 msnm           | bé integrant del patrimoni cultural català           | Creu de terme de Vilanant     | Modifica les dades a Wikidata |